# Werner van Oberwesel
De heilige Werner van Oberwesel, ook Werner van Bacharach en Werner van Womrath, (Womrath, Hunsrück, 1271 - 1287) was een Duits dagloner die bij een Joodse familie werkte. Zijn mysterieuze dood leidde via geruchten tot ernstige beschuldigingen aan het adres van de Joden en de verering van de jongen als volksheilige. 

## Achtergrond
Op Witte Donderdag of Goede Vrijdag 1287 werd het lichaam van de 16-jarige jongen nabij Bacharach dood aangetroffen. In de antisemitische tijdgeest die toen heerste werd gesteld dat hij het slachtoffer was van een rituele moord door de Joden, die zijn bloed hadden gebruikt voor het Pesachfeest. Daarop volgde een pogrom, die zich niet beperkte tot de streek van Midden-Rijn, maar zich uitbreidde tot de Moezel en Beneden-Rijn. Keizer Rudolf I trachtte de gemoederen te bedaren maar Werner groeide niettemin uit tot een volksheilige. De verering werd nadien officieel erkend. Het "Wernerfeest" bleef tot 1963 gevierd in het bisdom Trier, waarna de verering werd opgeheven.

## Verering
Nadat de Joden werden beschuldigd van de moord op de jongen wendden zij zich voor hulp tot keizer Rudolf. De keizer was ervan overtuigd dat er geen enkele grond bestond voor de beschuldigingen. Hij legde degenen die zich schuldig hadden gemaakt aan Jodenvervolging een boete op en beval het lichaam van de jongen te verbranden, om verdere verering van Werner te voorkomen. Men volgde de instructies om het lichaam te verbranden echter niet op en al sinds 30 april 1287 zouden de eerste wonderen aan het graf van de als martelaar vereerde Werner hebben plaatsgevonden. Vanaf 1289 begon men in Bacharach met de uitbouw van de Kunibertkapel tot een martelaarskapel, de huidige Wernerruïne. Het bezoek aan de kapel werd met een aflaat beloond en de uitbouw moest het bouwbegin markeren van een grote kerk. Maar het werk werd niet voltooid omdat de aartsbisschop van Trier op de bouwkas beslag liet leggen. Ook de latere hervatting van de bouw mislukte omdat de verering van Werner minder populair werd en de inkomsten voor de geplande kerk terugliepen.
Paltsgraaf Lodewijk III lanceerde pogingen om de cultus rond Werner nieuw leven in te blazen. Opeenvolgende canonisatieverzoeken tussen 1426 en 1429 brachten ten slotte de officiële erkenning. De bouw van de kapel werd nu hervat en voltooid. Nadat in 1548 een deel van de relieken naar Besançon werden overgebracht, verbreidde de Werner-verering zich ook in de Franse contreien.
Alhoewel de Wernerkapel te Bacharach in de 17e eeuw verwoest werd en de relieken van Werner verloren gingen, bleef het bisdom Trier tot 1963 het feest van Werner vieren.
Een tweede plek waar Werner werd vereerd was de kerk van het spitaal te Oberwesel, ongeveer 7 kilometer stroomafwaarts van Bacharach. Deze Wernerkerk werd gedeeltelijk verwoest in 1689, maar het koor bestaat nog altijd. In de jaren 1910-1911 werd in Womrath een aan Werner gewijde kapel gebouwd.
Hoewel hij dus vereerd werd, is hij toch nooit officieel heilig of zalig verklaard en sinds 1963 van de lokale kalender gehaald.

## Legende
Rond 1300 ontstond in deze zaak in drie talen (Latijns, Duits en Nederlands) de legende over een ernstige vorm van heiligschennis. De Joden zouden Werner aan de voeten hebben opgehangen om hem een reeds ingenomen hostie te ontnemen. Aansluitend gooiden ze hem in de Rijn. Op de plaats waar zijn lichaam in Bacharach zou zijn aangespoeld, werd de Wernerkapel gebouwd. 

## Onderzoek
In de middeleeuwen waren er veel antisemitische legenden in omloop. Beschuldigingen van rituele moord, hostieschennis of, bij het ontstaan van epidemieën, bronnenvergiftiging wakkerden de vijandige gevoelens van de volksmassa jegens Joden aan. Nieuwe studies gaan ervan uit dat Werner waarschijnlijk het slachtoffer was van een zedenmisdrijf. Met de valse beschuldiging aan het adres van de Joden zou de dader met succes de aandacht van zich hebben weten af te leiden.

## Werner in de literatuur
De verering van Werner speelt een rol in de roman Der Rabbi von Bacharach van de Joodse schrijver en dichter Heinrich Heine.